# Ziller (Baumeisterfamilie)

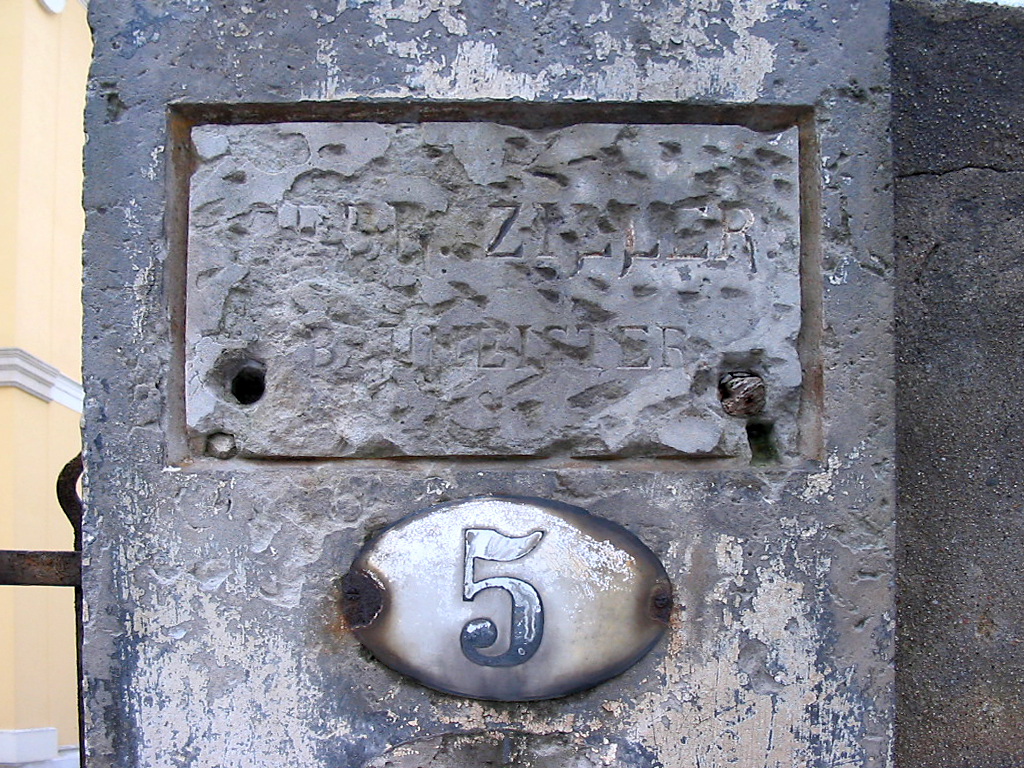
Etwa 140 Jahre altes Firmenschild, abgespitzt und lange übergeputzt, heute wieder freigelegt und in der Vergrößerung noch zu lesen

Firma „Gebrüder Ziller“ um 1900

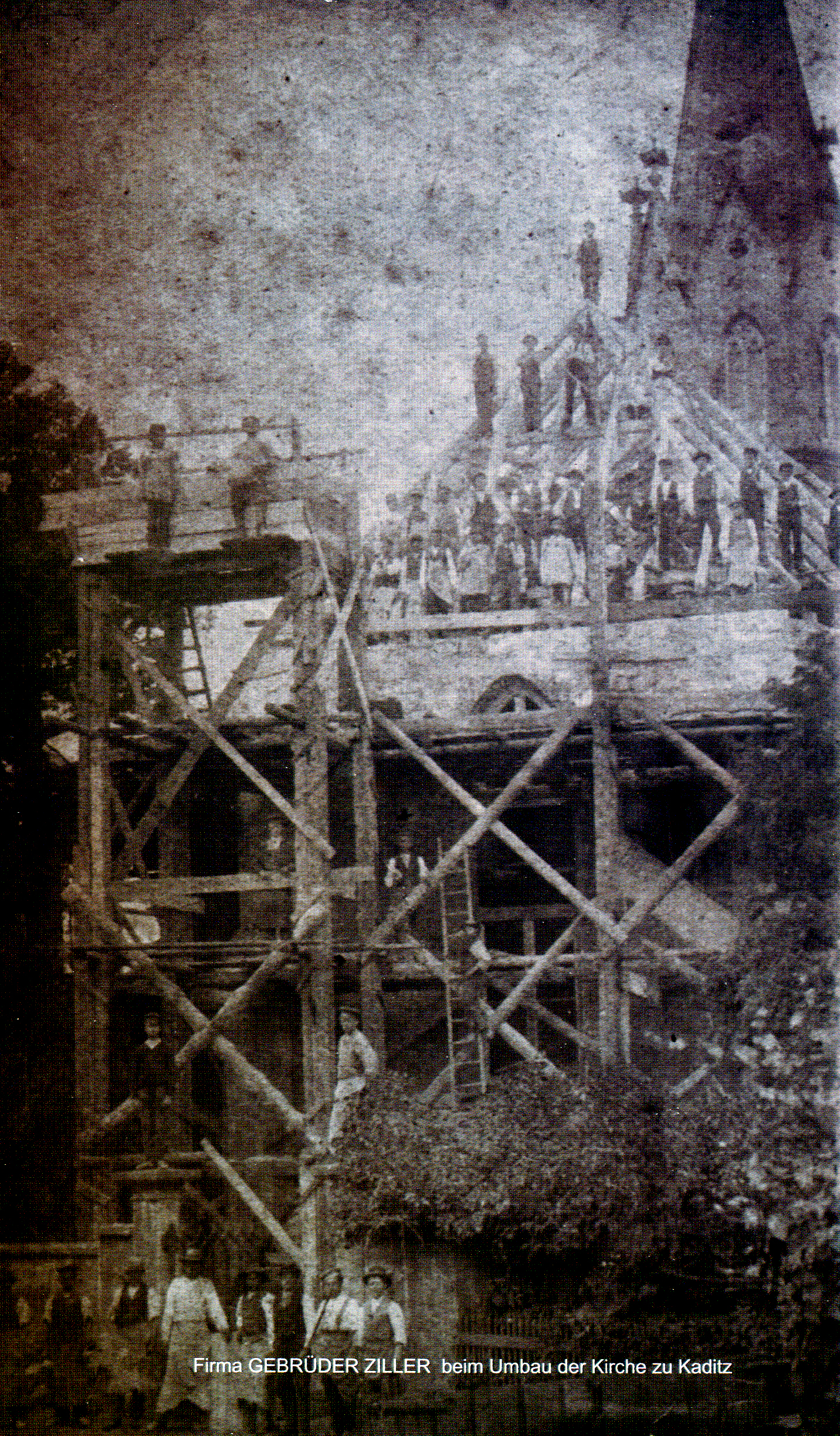
Firma „Gebrüder Ziller“ beim Umbau der Kirche zu Kaditz, 1887/1888

Die Baumeisterfamilie Ziller stellte vier Generationen lang, vom Anfang des 19. Jahrhunderts bis in die Mitte des 20. Jahrhunderts, Baumeister, Architekten und weitere mit dem Baugeschehen Verbundene, wobei die Zeit ihres größten Einflusses in der zweiten Hälfte des 19. Jahrhunderts lag.
Dazu gehören der Baumeister des griechischen Königs Georg I. und Professor an der Nationalen Technischen Universität Athen, Ernst Ziller, der das Grabmal seines Freundes Heinrich Schliemann baute, sowie seine Brüder, die in der Lößnitz bei Dresden wirkenden Gebrüder Moritz und Gustav Ziller, deren Villenbebauungen des Sächsischen Nizza heutige Bauunternehmen noch beeinflussen. Alle drei werden bei Dehio beispielhaft erwähnt. Dabei hatte sich Gustav bereits vor seiner Zeit in der Lößnitzheimat einen Namen als Entwerfer bei seinem dänischen Lehrer Theophil von Hansen in Wien gemacht. Deren jüngster Bruder Paul Ziller entwarf, nach seiner Zeit in Griechenland beim ältesten Bruder Ernst, in der Heimat unter anderem das Grabmal für Karl May. Zur Familie gehört auch der in Potsdam wirkende Schinkel-Schüler und Regierungsbaurat Christian Heinrich Ziller.

## Leben und Wirken
Gemeinsamer Vorfahr der hier relevanten drei Familienstämme ist Johann Christian Ziller (1728–1812), ein Bauerngutsbesitzer wie viele seiner Vorfahren, Gerichtsschöppe und Kirchvater aus dem sächsischen Oberebersbach nahe Radeburg.
Dessen Familienname lässt sich in Ebersbach bis in die erste Hälfte des 16. Jahrhunderts nachweisen, ab der Mitte jenes Jahrhunderts auch in der Gegend von Freiberg und Nossen. Da nicht nachweisbar ist, ob sich dieser Familienname von Zille (Bootstyp) oder von Cella wie im nahegelegenen Kloster Altzella, eventuell aber auch von den Vornamen Cylius oder Cäcilie herleitet, verbleibt die frühere Herkunft der Familie im Unklaren.

### Erste Generation

#### Johann Gottfried
Der älteste Sohn Johann Gottfried (1762–1831) ging aufgrund schwägerlicher Familienbande nach Kaditz nordwestlich der Residenzstadt Dresden, wo er 1785 Substitut (Hilfskraft) bei dem dortigen Schulmeister und Kantor Martin Bruchhold (1722–1792) wurde, dem er später in dessen Ämtern nachfolgte. Im Jahr 1786 heiratete er in erster Ehe dessen jüngste Tochter Rahel Gottliebe (1753–1802).

#### Johann Christian

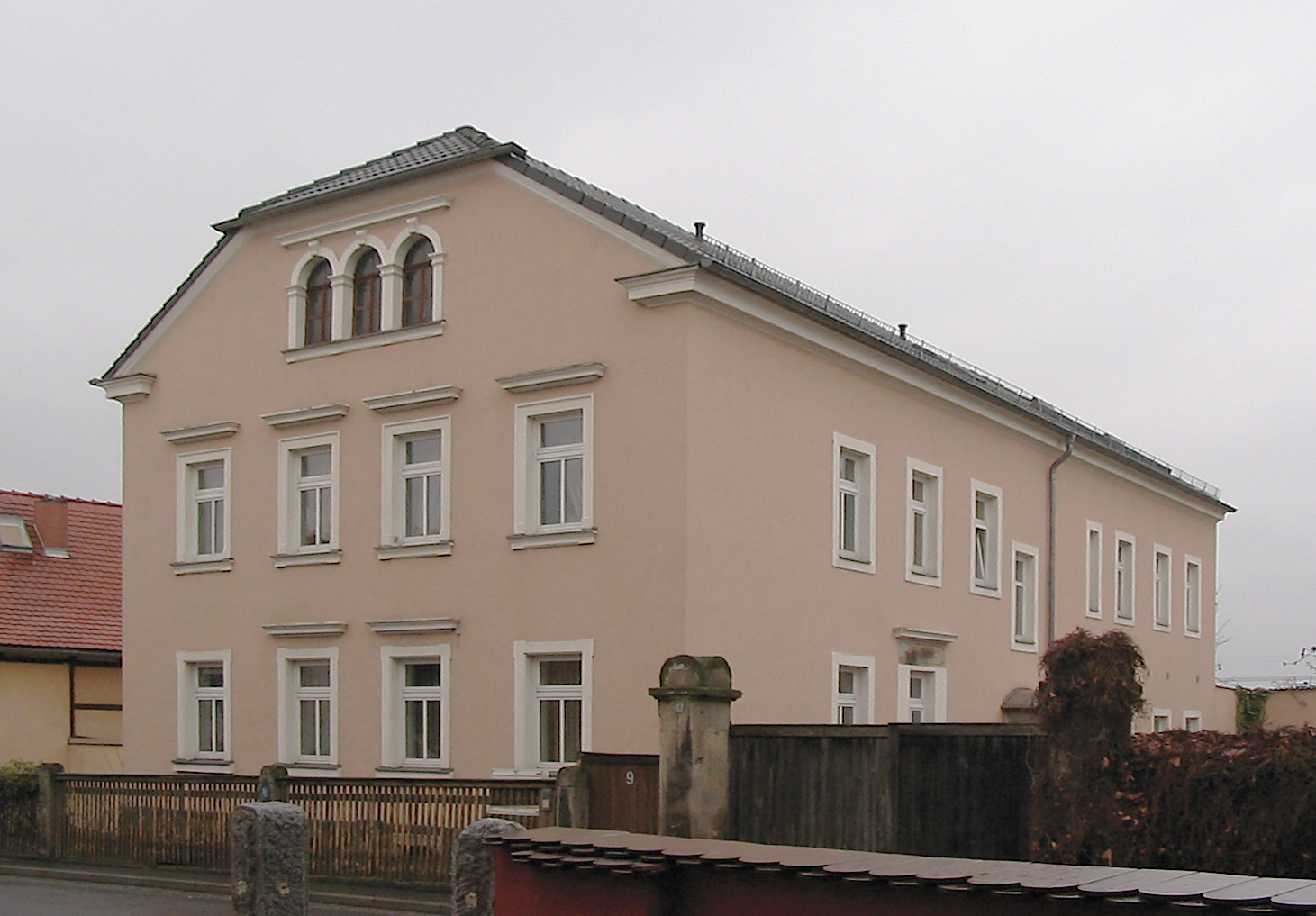
Bauerngut Nr. 8 in Radebeul, Rückseite heute Dreiseithof Kaditzer Straße 9: Haupthaus aus dem Jahr 1898

Johann Christian (1773–1838) hatte bereits eine Ausbildung zum Zimmermann abgeschlossen, als er 1799 zu seinem älteren Bruder nach Kaditz ging. Im Jahr 1800 kaufte er im nahegelegenen Radebeul, das zu Kaditz gepfarrt war, das von einer jungen Witwe zum Kauf angebotene Bauerngut Nr. 8. Anfang 1801 heiratete Johann Christian auch die Witwe, Anna Elisabeth verw. Gepphardt geb. Barth, die von ortsansässigen Zimmermeister- und Maurermeisterfamilien abstammte (siehe auch Carl Gottlieb Barth).
Der Bauerngutsbesitzer war Zimmermeister und gründete auf seinem neu erworbenen Bauerngut ein Baugeschäft. Mit diesem bekam er viel zu tun, da die umliegenden Lößnitz-Orte nicht nur in den Napoleonischen Kriege Zerstörungen erlitten, sondern auch öfters niederbrannten, so beispielsweise Radebeul 1813 und Kaditz am Abend des Gründonnerstags 1818. Nachweise über Johann Christians Bauten sind spärlich, lediglich die Kirchenbücher berichten über Arbeiten an der Kirche, dem Pfarr- und Diakonatsgebäude sowie an der Schule seines Bruders. Auch baute er die Räucherkammer sowie das Taubenhaus der Pfarrei.
Dem Paar wurden in seinem Bauerngut Nr. 8 im Jahr 1807 Christian Gottlieb als viertes Kind und 1810 ein Christian Heinrich als sechstes Kind geboren, womit dieses Anwesen zur „Wiege“ der Lößnitz-Baumeister Ziller wurde. Das dort heute in der Kaditzer Straße 9 stehende Haupthaus des denkmalgeschützten Dreiseithofs wurde 1898 für den Besitzer Friedrich Hermann Ziller (1853–1936), den Sohn von Christian Heinrich, durch seine Vettern Moritz und Gustav errichtet und gilt als stattlichstes Gehöft der Dorflage Radebeul.
Sowohl Johann Gottfried als auch Johann Christian Ziller sind mit ihren Familien auf dem Kirchhof der Emmauskirche in Dresden-Kaditz beerdigt, wo ihre Grabsteine stehen.

#### Johann Gottlob
Da der elterliche Hof ein Minoratsbesitz war, übernahm ihn der jüngste Sohn Johann Gottlob (1778–1838), während seine älteren Brüder in die Fremde ziehen mussten.

### Zweite Generation

#### Potsdam, Berlin

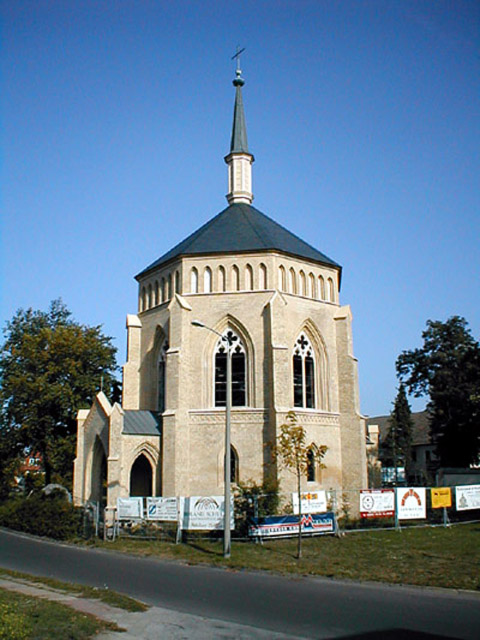
Neuendorfer Kirche von 1850-1853 in Potsdam-Babelsberg, Bauausführung durch Chr. H. Ziller nach Ideen König Friedrich Wilhelms IV. und Entwürfen L. F. Hesses

##### Johann Gottfrieds Sohn Christian Heinrich
Christian Heinrich Ziller (1791–1868) wurde als zweiter Sohn des Schulmeisters Johann Gottfried während dessen erster Ehe in Kaditz geboren. Nach Erhalt des Elementarunterrichts bei seinem Vater besuchte er die Höhere Bürgerschule in Dresden-Neustadt und studierte dann an der Dresdner Kunstakademie bei Gottlob August Hölzer. Nach anfänglicher Arbeit als Vermessungsconducteur ging Christian Heinrich 1815 nach Preußen, um dort bei den Grenzberichtigungen sein Auskommen zu finden. Kurze Zeit später gelang es ihm, in Berlin seine Architekturstudien fortzusetzen.
Dort lernte er den einflussreichen Baumeister und Architekten Karl Friedrich Schinkel kennen. Dieser übertrug Christian Heinrich 1819/1820 die Bauleitung der neogotischen Kirche in Großbeeren und 1821–1823 diejenige des Potsdamer Zivilkasinos. Zu seinen weiteren Bauten zählen die Ratswaage am Neuen Markt in Potsdam, die Neuendorfer Kirche in Potsdam-Babelsberg, der Umbau am Potsdamer Kommandantenhaus in den Jahren 1852 bis 1854 sowie zahlreiche vornehme Wohnhäuser.
Christian Heinrich Ziller war ab 1828 mit Charlotte Böhm verheiratet, die ihm zwei Söhne gebar, die ebenfalls Architekten wurden: Carl Ernst Heinrich und Hermann. Im Jahr 1829 wurde Christian Heinrich zum Regierungsbauinspektor in Potsdam ernannt, darüber hinaus wurde er an die Königlich Preußische Bauschule berufen. Infolge seiner Verdienste erhielt er 1860 die Ernennung zum Regierungsbaurat.

#### Lößnitz

Marie und Gustav Ziller

##### Johann Christians Sohn Christian Gottlieb
Christian Gottlieb Ziller (1807–1873), der ältere Sohn des Zimmermeisters Johann Christian, erlernte bei seinem Vater das Handwerk des Zimmermeisters. Anfang der 1830er Jahre studierte er nach dem Vorbild seines älteren Vetters, der inzwischen in Potsdam Regierungsbauinspektor war, Architektur an der Akademie der Bildenden Künste Dresden, unter anderem bei dem Landbaumeister Carl August Benjamin Siegel und bei Joseph Thürmer.

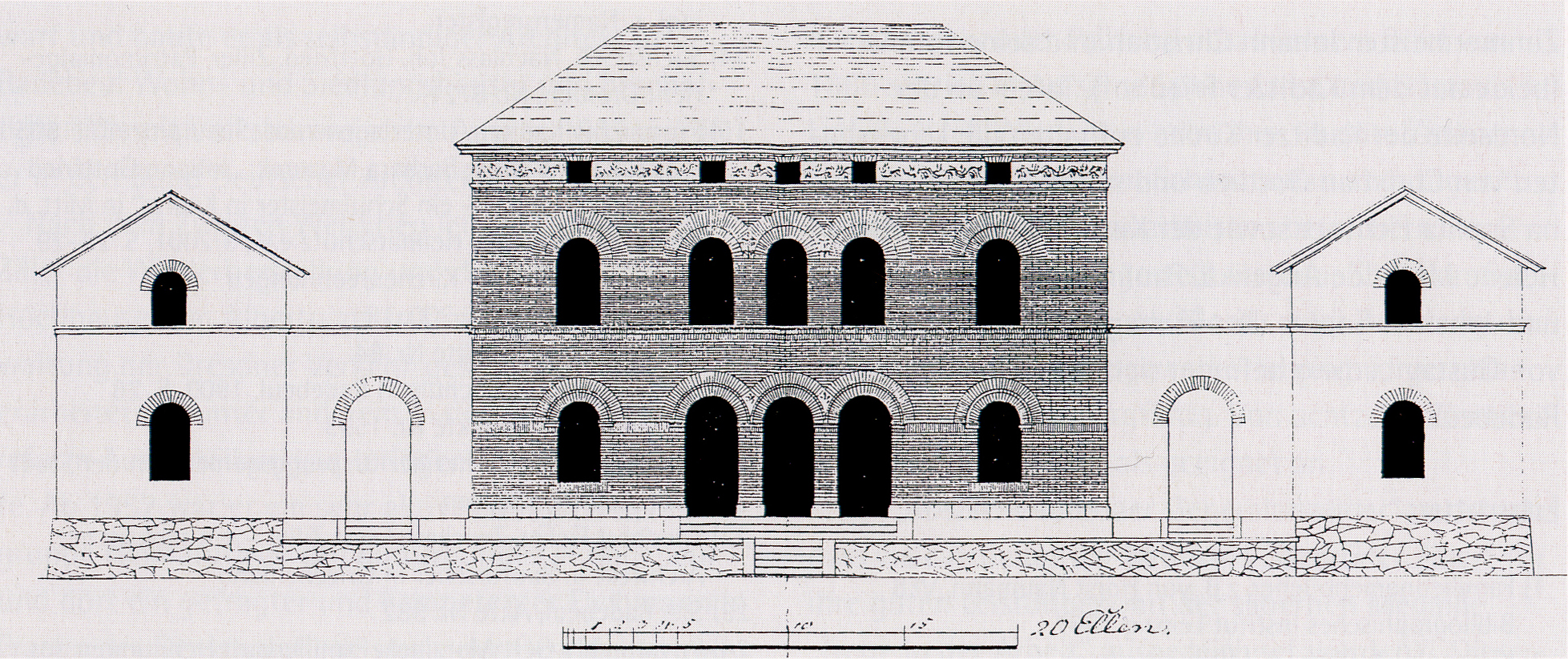
Entwurf Christian Gottlieb Zillers zu seinem Landhaus

Ab 1834 errichtete sich der Baumeister Christian Gottlieb für seine Familie und sein Baugeschäft auf dem großen Grundstück Augustusweg 4 einen durch seine klassizistische Ausbildung geprägten, für die Region neuen „italienischen“ Haustyp, ein Landhaus im Toskanastil. Er war mit diesem südlichen Bautyp fünf Jahre früher als Gottfried Semper, der 1839 in Dresden die richtungsweisende Villa Rosa baute. Das Haupthaus wurde rechts und links von zwei eingeschossigen Nebengebäuden mit Satteldach eingefasst, von denen heute das linke, westliche noch vorhanden ist. Nach Abschluss der Arbeiten am Haus, 1836, verlegte er das von seinem Vater Johann Christian um 1800 in Radebeul gegründete und von ihm übernommene Baugeschäft nach Serkowitz (ab 1839 Oberlößnitz) auf sein neuerrichtetes Anwesen.

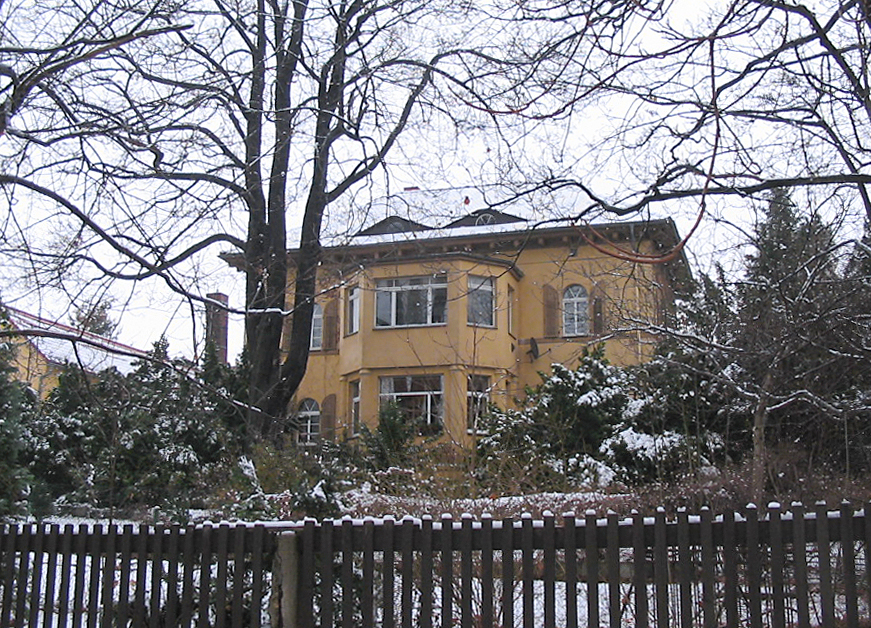
Das Landhaus heute mit polygonalem Vorbau, ohne rechtes Nebengebäude

Das Grundstück lag zu dieser Zeit auf Serkowitzer Weinbergsflur und kam mit der Gemeindegründung im Jahr 1839 zu Oberlößnitz. Von den zehn Kindern, die Christian Gottlieb und seiner Frau Johanna Sophie geb. Fichtner in diesem Haus geboren wurden, kamen die erstgeborenen Ernst Moritz Theodor (1837) und Moritz Gustav Ferdinand (1838) noch in Serkowitz zur Welt, alle anderen in Oberlößnitz. Zwei der Töchter verstarben früh, Sophia Alwina Johanna mit drei Jahren und Sophie Eugenia mit 21 Jahren. Auf diesem Anwesen verlebten die Kinder ihre Kindheit und erhielten sie ihre erste Lehrzeit.
Christian Gottlieb errichtete ab 1835 in Oberlößnitz zwischen dem alten Haus Steinbach und Haus Sorgenfrei die Villa Zembsch. Im Jahr 1854 erneuerte er in Kaditz die Alte Schule, wo sein Onkel 35 Jahre lang gewirkt hatte. Neben weiteren Villen und Landhäusern war er an den Kirchenbauten in Lomnitz und in Lichtenberg in der Lausitz beteiligt.

##### Johann Christians Sohn Christian Heinrich
Johann Christians jüngster Sohn Christian Heinrich (1810–1857) übernahm in Minoritätsfolge das Bauerngut Nr. 8. Nach der Änderung der Gemeindeverfassung aufgrund der Sächsischen Landgemeindeordnung von 1838 wurde er von 1851 bis 1856 Gemeindevorstand der Landgemeinde Radebeul. Dessen Ururenkel Rudolf (1911–2001) bewohnte das sich seit 1800 im Familienbesitz befindliche Anwesen bis zu seinem Lebensende.

##### Johann Gottlobs Sohn Gottlob Adam
Gottlob Adam Ziller, der 1817 geborene älteste Sohn des Hofbesitzers Johann Gottlob in Oberebersbach, heiratete in Radebeul die Witwe eines Maurermeisters. Vermutlich ist er es, der in den Bauakten zum Kirchenbau in Lomnitz durch seinen Vetter Christian Gottlieb als der „Ziller aus Ebersbach“ erwähnt wird.

### Dritte Generation

#### Potsdam, Berlin

##### Christian Heinrichs Söhne Carl Ernst Heinrich und Hermann

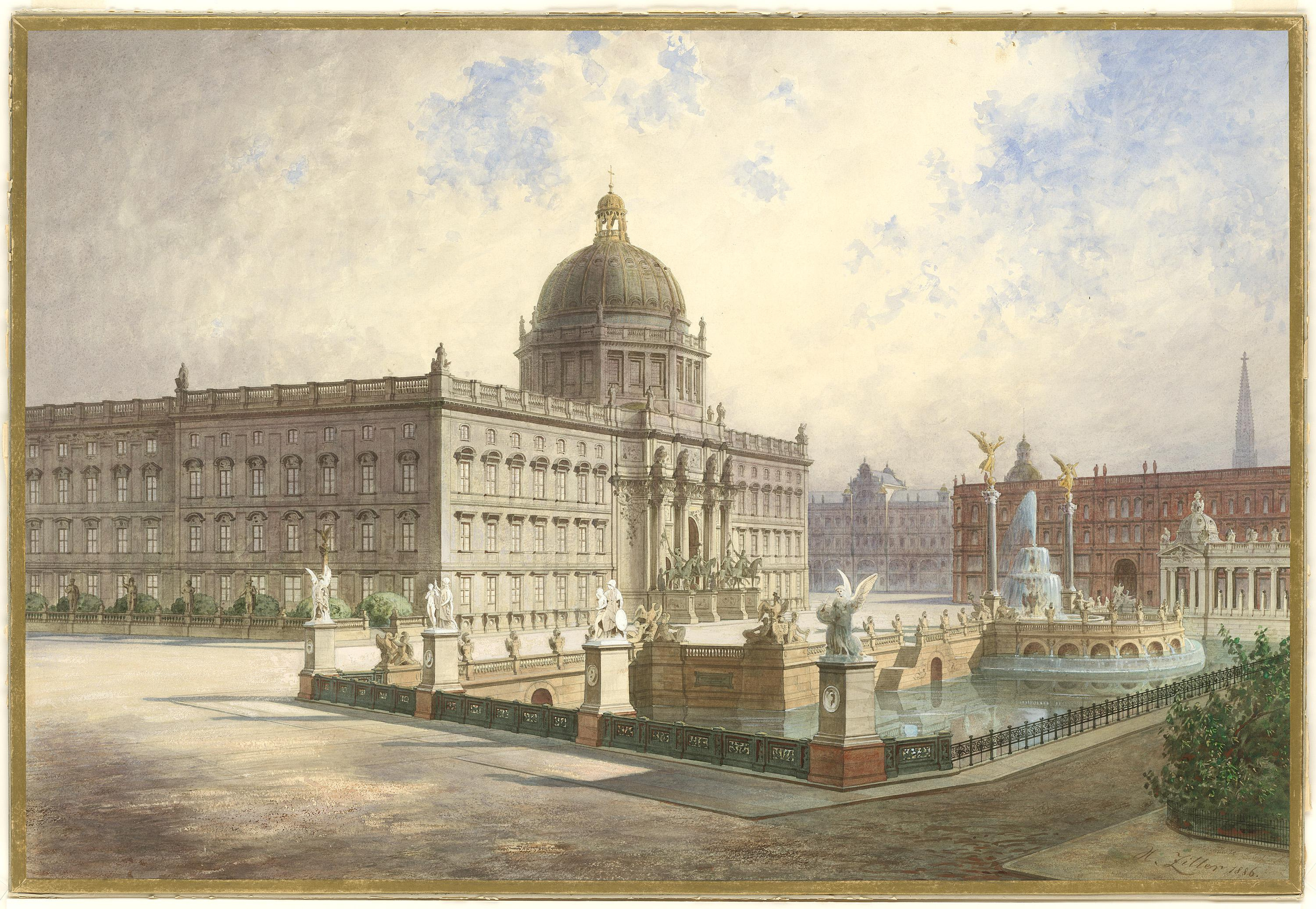
Hermann Ziller: Berliner Stadtschloss; Abriss der Häuser der Schlossfreiheit: perspektivische Ansicht mit Schlossfassade von der Schlossbrücke aus. Handzeichnung eines Entwurfs, 1886.

Carl Ernst Heinrich (Ernst) Ziller (1832–1866), der erstgeborene Sohn des seinerzeitigen Regierungsbauinspektors Christian Heinrich, wurde ebenfalls Architekt. Seine künstlerischen Fähigkeiten zeigte der früh Verstorbene in Zeichnungen und Aquarellen einer italienischen Studienreise, die 1998 durch die Winckelmann-Gesellschaft in Stendal mit einer Ausstellung gewürdigt wurden. Er war ein Vetter 2. Grades des hauptsächlich in Griechenland wirkenden Baumeisters, Bauforschers und Archäologen Ernst Ziller (1837–1923).
Hermann August (Hermann) Ziller (1848–1915), sein jüngerer Bruder, wurde gleichermaßen Architekt. Hermann ist der Architekt des 1887/1888 errichteten Berliner Wohn- und Kaufhauses Kurfürstendamm 227, das Herbert Noth 1950/1951 wiederaufbaute. Von ihm sind einige Pläne bekannt, die Umbauten des Berliner Stadtschlosses sowie Umgestaltungen des Schlossplatzes zeigen, jedoch nicht realisiert wurden. Darüber hinaus stammt von Hermann Ziller eine umfassende Künstlermonografie über Karl Friedrich Schinkel.
Ob ein weiterer Sohn Eduard (* vor 1848, Arch.), der auch Architekt geworden sein soll, tatsächlich existierte, lässt sich wegen fehlender anderer Quellen nicht nachvollziehen.

#### Wien, Athen

##### Christian Gottliebs Söhne Ernst und Moritz

Ernst Ziller und seine Frau Sofia Dodou, eine Solopianistin, die er in Wien kennenlernte

Christian Gottliebs zwei älteste Söhne Ernst Moritz Theodor (Ernst) (1837–1923) und Moritz Gustav Ferdinand (Moritz) (1838–1895) wurden beide in dem Haus im heutigen Augustusweg 4 in Serkowitz geboren und 1839 Oberlößnitzer Einwohner. Beide lernten Baumeisterberufe, Ernst Maurermeister und Moritz Zimmermeister. Die notwendige theoretische Schulung erhielten sie vom Vater, vor allem im Winter, wenn das Baugeschehen ruhte. Ernst besuchte zusätzlich von 1855 bis 1858 das Bauatelier der Akademie der Bildenden Künste zu Dresden (Semper-Nicolai-Schule), wo er im zweiten Jahr eine bronzene und im dritten Jahr eine silberne Medaille erhielt.
Die beiden Brüder gingen nach Leipzig zu dem befreundeten Steinmetzmeister Einsiedeln und wollten von dort zusammen nach Berlin gehen, wo ihr Onkel Christian Heinrich wirkte. Auf Anraten Einsiedelns gingen sie jedoch in das „solidere“ Wien. Moritz fand schnell Arbeit als Zimmermann, Ernst dagegen arbeitete als Zeichner im Büro des klassischen dänischen Architekten Theophil von Hansen. Bereits ein halbes Jahr später ging Hansen zur Vorbereitung seines Baus der Athener Akademie nach Griechenland, derweil die beiden Brüder Ernst und Moritz nach Dresden zurückkehrten, um im Winter am Bauatelier der Akademie der Bildenden Künste ihre Kenntnisse zu vertiefen. Während Moritz in das väterliche Baumeistergeschäft in der Oberlößnitz eintrat, nahm Ernst erfolgreich an einem Architekturwettbewerb für Tiflis teil und kehrte anschließend auf ein Angebot von Hansen hin zu diesem nach Wien zurück. Von dort gingen beide nach Athen, wo Ernst Zillers eigentliche Karriere verlief, an deren Ende er etwa 600 Bauwerke unter anderem für den griechischen König errichtet, das Wohnhaus sowie das Mausoleum für seinen Freund Heinrich Schliemann gebaut sowie das Panathenäische Stadion wiederentdeckt, ausgegraben und es für die Olympischen Spiele von 1896 rekonstruiert hatte.

##### Christian Gottliebs Sohn Gustav
Der jüngere, in Oberlößnitz geborene Bruder Gustav Ludwig (Gustav) (1842–1901) studierte nach seiner Maurermeisterausbildung an der Bauschule und anschließend an der Dresdner Akademie der Bildenden Künste. Anschließend ging er nach Wien zu seinem Bruder Ernst, wo er eine Zeit lang mit ihm als Entwerfer im Büro von Theophil von Hansen arbeitete. Von Wien aus machte Gustav Studienreisen nach Rom, Florenz, Venedig und in die Toskana, auf denen er, ein „begnadeter Künstler“, seine künstlerische Ader weiterbildete. Auf dringliche Bitten des Vaters gab Gustav der Familienräson nach und kehrte nach einigen Verzögerungen 1867 in die Lößnitz zurück, um mit seinem Bruder zusammen das väterliche Unternehmen weiterzuführen.

##### Christian Gottliebs Sohn Paul
Der jüngste Paul Friedrich (Paul) (1846–1931) wurde Steinmetz und Architekt. Im Anschluss an seine Dienstzeit bei den Pionieren in Dresden ging Paul 1868 zu seinem ältesten Bruder Ernst nach Athen. Beginnend als Assistent des Bauleiters beim Bau der Athener Akademie blieb Paul für die nächsten etwa 25 Jahre bei seinem Bruder und kehrte erst Mitte der 1890er Jahre in die Lößnitz zurück. Für seine Verdienste für den griechischen Staat während dieser Zeit wurde Paul 1910 mit dem Erlöser-Orden ausgezeichnet.

#### Lößnitz

##### Christian Gottliebs Söhne Moritz und Gustav („Gebrüder Ziller“)

Moritz Ziller

Moritz Ziller trat 1859 in das väterliche Baugeschäft in der Lößnitz ein, während sein älterer Bruder Ernst wieder nach Wien und von dort nach Athen ging. Ab 1862 verzeichnen die einheimischen Bauakten „Ziller jun.“ beziehungsweise Moritz Ziller als Bauverantwortlichen. So entstanden in diesen Jahren der Umbau von Haus Albertsberg, ein Anbau an das Landhaus Mehlhorn sowie der Bau der Villa Waldhof in Niederlößnitz, die viele Jahre später in den Besitz seiner Schwester Helene Ziller (1843–1918) kam, die dort eine Familienpension betrieb. Die unverheiratete Helene hatte bis zu Moritz’ Heirat im Jahr 1890 dessen Haushalt geführt. Von Moritz stammte auch das schlossartige Herrenhaus auf der Gutsanlage von Curt Robert von Welck sowie der Umbau der Villa des Kammermusikus Lewy-Hoffmann.
Da immer mehr Bauunternehmen in die stark wachsende Region der Lößnitz drängten, wollte der Vater Christian Gottlieb rechtzeitig das Unternehmen an seine Kinder als Nachfolger übergeben. Auf seine Bitten hin kehrte 1867 der entwurfsstarke und künstlerisch versierte Gustav im Jahr des 60. Geburtstags des Vaters aus der Fremde zurück, um den in kaufmännischen Dingen starken und auf die Anlage von Gärten, Außenanlagen und Plätzen spezialisierten älteren Bruder zu ergänzen. Im selben Jahr wurde das vom Großvater um 1800 gegründete Bauunternehmen von den beiden Brüdern in Baufirma „Gebrüder Ziller“ umfirmiert.
Gustav errichtete sich 1869 auf der gegenüberliegenden Straßenseite, die zu Serkowitz gehörte, sein Wohnhaus, eine große landhausartige Villa (Hauptstraße No. 2, heute Augustusweg 3). Im Jahr darauf folgte auf dem Nachbargrundstück (Hauptstraße No. 3, heute Augustusweg 5) das Wohnhaus für Moritz. Dieses Wohnhaus wurde durch Anbau eines Ateliersaals sowie eines Planarchivs zum Geschäftslokal Gebrüder Ziller, das ebenfalls in Serkowitz lag, auch wenn das Unternehmen mit Firmensitz in Oberlößnitz warb. Die GEBR. ZILLER. BAUMEISTER haben in den nächsten Jahrzehnten wohl am bedeutendsten daran gewirkt, gebaute Kultur im Sächsischen Nizza entstehen zu lassen, immer auch in Abstimmung mit den von Landgemeinde zu Landgemeinde leicht unterschiedlichen „Lokalbauordnungen“ beziehungsweise „Ortsbaugesetzen“. So stellten sie nicht nur auf den Hausgrundstücken, sondern auch auf von ihnen gestalteten Straßeneingangssituationen und Plätzen auf eigene Kosten zahlreiche Brunnen an und Figuren auf, etliche davon von der Berliner Firma Ernst March. Moritz war darüber hinaus Mitbegründer des Verschönerungsvereins für die Lößnitz und Umgebung.
Gustav heiratete 1886 Johanna Sophie Marie (Marie) (1862–1910), eine Tochter des Dresdner Geheimen Regierungsrats Otto Hennig. Von den fünf Kindern verstarben zwei bereits im Kindesalter und zwei mit zwanzig Jahren (Reinhart 1917, Gertrud 1918). Als Gertrud an Tuberkulose starb, richtete die Familie die Ziller-Stiftung zur Pflege und Versorgung weiblicher Tuberkulosekranker am Siechenhaus Bethesda im heutigen Radebeul ein. Das fünfte Kind, Gustav Otto, ergriff später ebenfalls den Architektenberuf und machte sich in der Region einen Namen.

##### Christian Gottliebs Sohn Otto

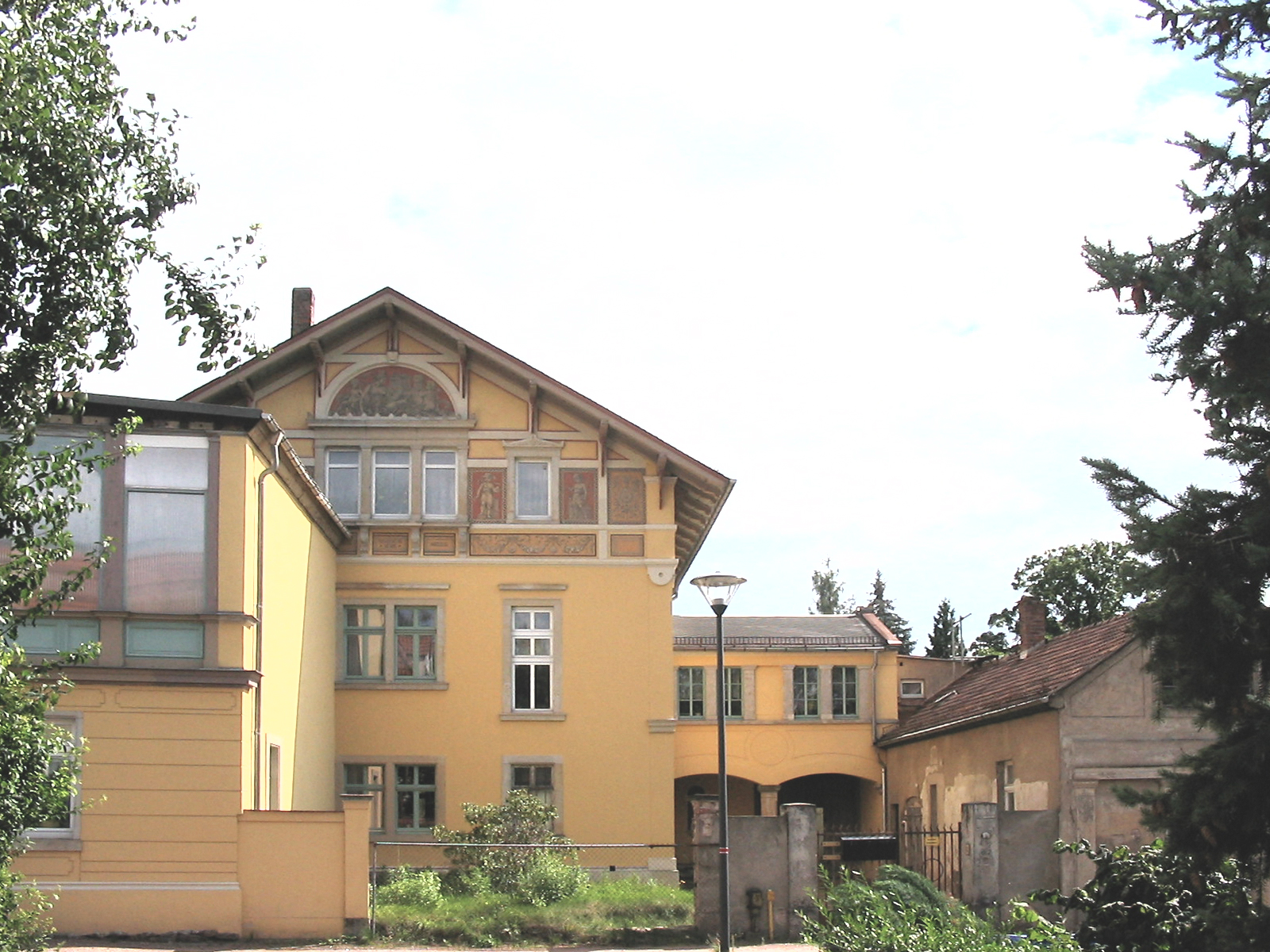
Geschäftslokal Gebrüder Ziller, vom Augustusweg aus. li. der Ateliersaal, re. unsaniert das Planarchiv

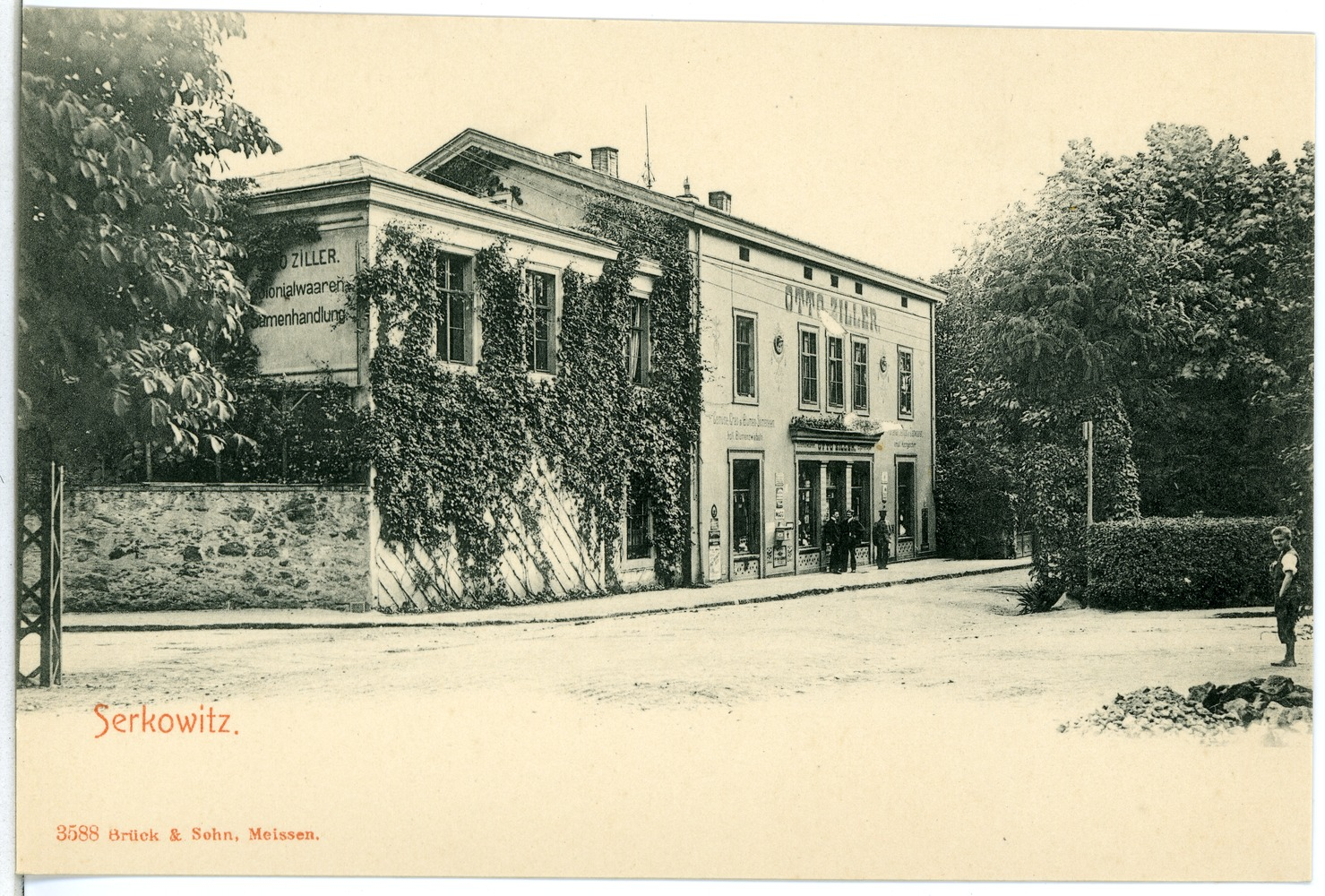
Kolonialwaren Otto Ziller (1903)

Der mittlere Bruder Otto Heinrich (Otto) (1840–1914) erlernte keinen Bauberuf, sollte für die Zillers jedoch sehr wichtig werden. Er ergriff den Beruf des Kaufmanns und ließ sich auf dem Nachbargrundstück zu den Brüdern (Hauptstraße No. 4, heute Augustusweg 11 / Ecke Nizzastraße) 1864 durch diese ein großes Haus errichten, in dem er das Lößnitzwarenhaus betrieb, ein Geschäft für Kolonialwaren, Delikatessen, Sämereien und Porzellan, in dem auch Karl May seine Einkäufe machte. Otto Ziller verteilte in der Lößnitz Warenverzeichnisse mit seinem Angebot und verband damit einen Bestell- wie auch Frei-Haus-Lieferservice.
Da es teilweise über ein Jahr dauerte, bis die von den Gebrüdern Ziller auf eigene Rechnung als Bauträger fertiggestellten Häuser verkauft werden konnten, geschah dies häufig durch „Nachweis von Miethwohnungen und verkäuflichen Grundbesitz für Oberlößnitz und Umgegend durch Otto Ziller, Colonialwaarenhandlung in Oberlößnitz, Hauptstr. Nr. 4. (Augustusweg 11, Januar 2003 abgerissen)“, beispielsweise über Presseanzeigen oder über die vor dem Lößnitzkaufhaus angebrachten Schaukästen. Otto übernahm damit die Makelei für die Geschwister, wenn diese nicht im Auftrag, sondern auf eigene Rechnung bauten. Unter anderem verkaufte er 1895 ein bereits auf einem Grundstück südlich der neuerrichteten Lutherkirche fertiggestelltes Haus, das unter seinem neuen Besitzer Karl May als Villa Shatterhand bekannt wurde. Der Kaufvertrag über 37.300 Mark für die im August 1894 fertiggestellte Villa stammt vom 17. November 1895 und vereinbarte Ratenzahlung.
Ottos jüngster Sohn Curt Ziller (1876–1945) wurde auch Architekt und arbeitete in Württemberg als Baurat. Bei einem Besuch in Sachsen im Jahr 1945 wurde er abgeholt und ist verschollen.

##### Christian Gottliebs Sohn Paul
Der jüngste Bruder Paul Ziller kam im Jahr des Todes von Moritz, der wie seine Vorfahren in Kaditz beerdigt wurde, aus Griechenland in die Heimat zurück; Bruder Gustav ließ Paul jedoch nur aushelfen und führte die Geschäfte der „Gebrüder Ziller“ alleine weiter. So ließ sich Paul 1897 im nahegelegenen Kötzschenbroda nieder. Als Gustav 1901 starb und auf dem Friedhof Radebeul-Ost beerdigt wurde, übernahm Paul kurzzeitig die Unternehmensleitung, musste sie jedoch wegen Fehlspekulationen bereits nach kurzer Zeit seiner Schwägerin, Gustavs Witwe, überlassen. Paul Ziller eröffnete daraufhin im Oktober 1901 in Serkowitz ein „Bureau für Architektur“, das er bis mindestens 1912 aktiv betrieb. Als sein wohl bedeutendstes Werk auf deutschem Boden gilt das Grabmal für Karl May auf dem Friedhof Radebeul-Ost, das er 1903 als Familienbegräbnisstätte der mit ihm befreundeten Familien May und Plöhn in starker Anlehnung an den Athener Niketempel entwarf.
Paul lebte die letzten Jahre seines Lebens in relativer Armut bei seiner Schwester Pauline in der Rosenstraße 20. Er wurde auf dem Friedhof Radebeul-Ost beerdigt.

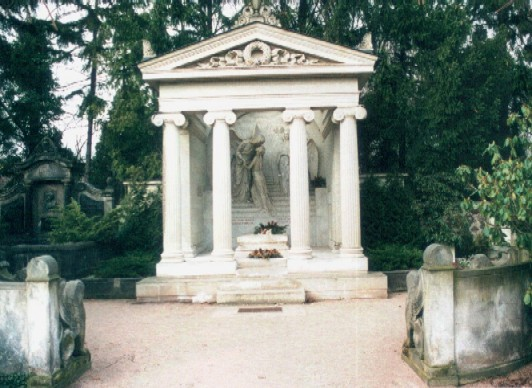
Karl-May-Grab von Paul Ziller

##### Gustavs Witwe Marie
Gustavs Witwe Marie führte die nächsten fast zehn Jahre die Baufirma „Gebrüder Ziller“, wobei sie durch den angestellten Architekten Max Steinmetz als Technischen Leiter unterstützt wurde. Im Jahr von Maries Tod 1910 wurde die Firma „Gebrüder Ziller“ aufgespaltet: Das Bauunternehmen mit angeschlossener Baumaterialienhandlung ging an den Radebeuler Baumeister Alwin Höhne (1878–1940) und das Entwurfsbüro an den bis dahin dort angestellten Architekten Max Steinmetz, der jedoch bereits im folgenden Jahr verstarb. Im Todesjahr von Gustavs jüngerem Sohn Reinhart, 1917 („Verunglückt in Russland“), wurde der Name der Baufirma „Gebrüder Ziller“ im Amtsregister gelöscht, das Unternehmen selbst war unter dem Namen von Baumeister Alwin Höhne mindestens noch bis in die 1930er Jahre aktiv, als er beispielsweise die Villa in der Zinzendorfstraße 17 umbaute und dabei „späthistoristische Baudetails modernisierend vereinfachte“. Höhne errichtete sich selbst 1926 ein landhausartiges Wohngebäude, das Haus Höhne.

### Vierte Generation

#### Württemberg/Lößnitz

##### Ottos Sohn Curt
Des Kaufmanns Otto Heinrich jüngster Sohn Curt Ziller (1876–1945) wurde auch Architekt und arbeitete in Württemberg als Baurat. Bei einem Besuch in Sachsen im Jahr 1945 wurde er abgeholt und ist verschollen.

#### Lößnitz

##### Gustavs Sohn Otto

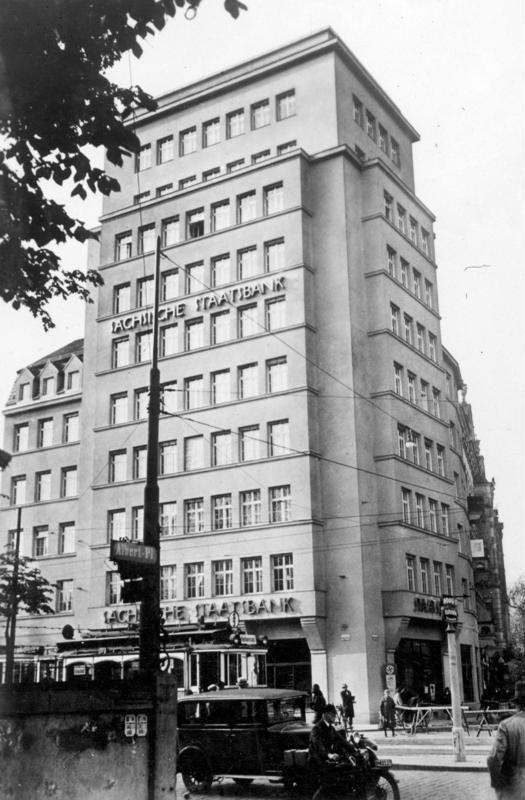
Hochhaus am Albertplatz als Hochhaus der Sächsischen Staatsbank, um 1930
(nach 1945 von Otto Ziller wiederhergestellt)

Gustav Otto (Otto) (1889–1958) war der älteste Sohn von Gustav Ludwig, dem jüngeren der beiden Gebrüder Ziller, und seiner Frau Marie, die bis zu ihrem Tod 1910 die Geschicke der Baufirma „Gebrüder Ziller“ geleitet hatte. Gustav Otto machte nach dem Abschluss der Realschule eine praktische Ausbildung in einem Dresdner Baugeschäft und ging nach seiner Maurergesellenprüfung an die Gewerbe-Akademie in Chemnitz, wo er an der Architektur-Abteilung seine theoretische Ausbildung erhielt. Diese vertiefte er durch vier Semester an der Königlich Sächsischen Bauschule in Zittau und durch mehrere Semester an der Kunstgewerbeschule Hamburg, wo er bei Richard Schmidt studierte. Nach dem Ersten Weltkrieg schloss er seine akademische Ausbildung im Hochbau an der Technischen Hochschule Dresden, unter anderem bei Emil Högg, ab.
In dieser Zeit arbeitete er als Zeichner im Büro des Radebeuler Baumeisters und Architekten Alwin Höhne, der nach Marie Zillers Tod die Bauaktivitäten der Gebrüder Ziller übernommen hatte. Gustav Otto legte 1920 in Dresden seine Baumeisterprüfung ab und trat zwei Jahre später in die Arbeits- und Wohngemeinschaft des Dresdner und später Radebeuler Architekten und Anthroposophen Bernhard Weyrather, dessen Frau, der Kunstgewerblerin Gertrud Weyrather-Engau, und des Bildhauers Walther Kniebe ein, wo er bis 1926 als Architekt arbeitete. Im Juni 1926 machte er sich in Radebeul selbstständig und schuf in der Folgezeit hauptsächlich Wohn- und Siedlungshäuser. Im August 1931 trat er dem Bund Deutscher Architekten bei. Im Adressbuch von 1943 wird er immer noch als Architekt und Eigentümer, wohnhaft im Haus seiner Eltern (II. Etage), aufgeführt, darunter wohnte Bernhard Weyrather.
Nach dem Zweiten Weltkrieg leitete er die Reparaturen des Hochhauses am Albertplatz in Dresden sowie den Umbau für den Einzug der Dresdner Verkehrsbetriebe. Auch erstellte er Ausschreibungsunterlagen für Neubauernhöfe. Ab 1952 engagierte er sich in der Radebeuler Fachgruppe Heimatpflege des Kulturbundes in Fragen der Denkmalpflege und der „Geschichte und Entwicklung der Lößnitzortschaften“, die seine Vorfahren maßgeblich mitgestaltet hatten. Dafür stellte er unter anderem Bauakten und Unterlagen aus dem Familienarchiv zur Verfügung.
Im Jahr 1918 hatte er Johanna Rüger aus Oberlößnitz geheiratet. Von den drei Kindern starben zwei Töchter bereits früh, der Sohn wurde wie einer seiner Vorfahren Lehrer und ging mit der Familie nach Wien.

## Übersicht
|                                                     |                                                     |                                                     |                                                     |                                                     |                                                     |                                                    |                                                    |                                                          |                                                          |                                                          |                                                          |                                                          |                                                          |  |  |                                                     |                                                     |                                                     |                                                     | Johann Christian Ziller (Gutsbesitzer Oberebersbach) (1728–1812) |                                                                 |                                                                 |                                                                 |                                                                         |                                                                         |                                                                         |                                                                         |                                                                         |                                                                         |  |  |                                                         |                                                         |                                                         |                                                         |                                                         |                                                         |  |  |  |  |  |  |  |  |  |  |  |  |  |  |  |  |  |  |  |  |  |  |  |  |  |  |  |  |  |  |
|                                                     |                                                     |                                                     |                                                     |                                                     |                                                     |                                                    |                                                    |                                                          |                                                          |                                                          |                                                          |                                                          |                                                          |  |  |                                                     |                                                     |                                                     |                                                     |                                                                  |                                                                 |                                                                 |                                                                 |                                                                         |                                                                         |                                                                         |                                                                         |                                                                         |                                                                         |  |  |                                                         |                                                         |                                                         |                                                         |                                                         |                                                         |  |  |  |  |  |  |  |  |  |  |  |  |  |  |  |  |  |  |  |  |  |  |  |  |  |  |  |  |  |  |
|                                                     |                                                     |                                                     |                                                     |                                                     |                                                     |                                                    |                                                    |                                                          |                                                          |                                                          |                                                          |                                                          |                                                          |  |  |                                                     |                                                     |                                                     |                                                     |                                                                  |                                                                 |                                                                 |                                                                 |                                                                         |                                                                         |                                                                         |                                                                         |                                                                         |                                                                         |  |  |                                                         |                                                         |                                                         |                                                         |                                                         |                                                         |  |  |  |  |  |  |  |  |  |  |  |  |  |  |  |  |  |  |  |  |  |  |  |  |  |  |  |  |  |  |
|                                                     |                                                     |                                                     |                                                     | Johann Gottfried (Schulmeister Kaditz) (1762–1831)  | Johann Gottfried (Schulmeister Kaditz) (1762–1831)  | Johann Gottfried (Schulmeister Kaditz) (1762–1831) | Johann Gottfried (Schulmeister Kaditz) (1762–1831) | Johann Gottfried (Schulmeister Kaditz) (1762–1831)       | Johann Gottfried (Schulmeister Kaditz) (1762–1831)       |                                                          |                                                          |                                                          |                                                          |  |  |                                                     |                                                     |                                                     |                                                     | Johann Christian (Gutsbesitzer/Zimmermann Radebeul) (1773–1838)  | Johann Christian (Gutsbesitzer/Zimmermann Radebeul) (1773–1838) | Johann Christian (Gutsbesitzer/Zimmermann Radebeul) (1773–1838) | Johann Christian (Gutsbesitzer/Zimmermann Radebeul) (1773–1838) | Johann Christian (Gutsbesitzer/Zimmermann Radebeul) (1773–1838)         | Johann Christian (Gutsbesitzer/Zimmermann Radebeul) (1773–1838)         |                                                                         |                                                                         |                                                                         |                                                                         |  |  | Johann Gottlob (Gutsbesitzer Oberebersbach) (1778–1838) | Johann Gottlob (Gutsbesitzer Oberebersbach) (1778–1838) | Johann Gottlob (Gutsbesitzer Oberebersbach) (1778–1838) | Johann Gottlob (Gutsbesitzer Oberebersbach) (1778–1838) | Johann Gottlob (Gutsbesitzer Oberebersbach) (1778–1838) | Johann Gottlob (Gutsbesitzer Oberebersbach) (1778–1838) |  |  |  |  |  |  |  |  |  |  |  |  |  |  |  |  |  |  |  |  |  |  |  |  |  |  |  |  |  |  |
|                                                     |                                                     |                                                     |                                                     | Johann Gottfried (Schulmeister Kaditz) (1762–1831)  | Johann Gottfried (Schulmeister Kaditz) (1762–1831)  | Johann Gottfried (Schulmeister Kaditz) (1762–1831) | Johann Gottfried (Schulmeister Kaditz) (1762–1831) | Johann Gottfried (Schulmeister Kaditz) (1762–1831)       | Johann Gottfried (Schulmeister Kaditz) (1762–1831)       |                                                          |                                                          |                                                          |                                                          |  |  |                                                     |                                                     |                                                     |                                                     | Johann Christian (Gutsbesitzer/Zimmermann Radebeul) (1773–1838)  | Johann Christian (Gutsbesitzer/Zimmermann Radebeul) (1773–1838) | Johann Christian (Gutsbesitzer/Zimmermann Radebeul) (1773–1838) | Johann Christian (Gutsbesitzer/Zimmermann Radebeul) (1773–1838) | Johann Christian (Gutsbesitzer/Zimmermann Radebeul) (1773–1838)         | Johann Christian (Gutsbesitzer/Zimmermann Radebeul) (1773–1838)         |                                                                         |                                                                         |                                                                         |                                                                         |  |  | Johann Gottlob (Gutsbesitzer Oberebersbach) (1778–1838) | Johann Gottlob (Gutsbesitzer Oberebersbach) (1778–1838) | Johann Gottlob (Gutsbesitzer Oberebersbach) (1778–1838) | Johann Gottlob (Gutsbesitzer Oberebersbach) (1778–1838) | Johann Gottlob (Gutsbesitzer Oberebersbach) (1778–1838) | Johann Gottlob (Gutsbesitzer Oberebersbach) (1778–1838) |  |  |  |  |  |  |  |  |  |  |  |  |  |  |  |  |  |  |  |  |  |  |  |  |  |  |  |  |  |  |
|                                                     |                                                     |                                                     |                                                     |                                                     |                                                     |                                                    |                                                    |                                                          |                                                          |                                                          |                                                          |                                                          |                                                          |  |  |                                                     |                                                     |                                                     |                                                     |                                                                  |                                                                 |                                                                 |                                                                 |                                                                         |                                                                         |                                                                         |                                                                         |                                                                         |                                                                         |  |  |                                                         |                                                         |                                                         |                                                         |                                                         |                                                         |  |  |  |  |  |  |  |  |  |  |  |  |  |  |  |  |  |  |  |  |  |  |  |  |  |  |  |  |  |  |
| Christian Heinrich (Baumeister Potsdam) (1791–1868) | Christian Heinrich (Baumeister Potsdam) (1791–1868) | Christian Heinrich (Baumeister Potsdam) (1791–1868) | Christian Heinrich (Baumeister Potsdam) (1791–1868) | Christian Heinrich (Baumeister Potsdam) (1791–1868) | Christian Heinrich (Baumeister Potsdam) (1791–1868) |                                                    |                                                    | Carl Gottfried (Theologe Dresden) (1790–1860)            | Carl Gottfried (Theologe Dresden) (1790–1860)            | Carl Gottfried (Theologe Dresden) (1790–1860)            | Carl Gottfried (Theologe Dresden) (1790–1860)            | Carl Gottfried (Theologe Dresden) (1790–1860)            | Carl Gottfried (Theologe Dresden) (1790–1860)            |  |  | Christian Gottlieb (Baumeister Lößnitz) (1807–1873) | Christian Gottlieb (Baumeister Lößnitz) (1807–1873) | Christian Gottlieb (Baumeister Lößnitz) (1807–1873) | Christian Gottlieb (Baumeister Lößnitz) (1807–1873) | Christian Gottlieb (Baumeister Lößnitz) (1807–1873)              | Christian Gottlieb (Baumeister Lößnitz) (1807–1873)             |                                                                 |                                                                 | Christian Heinrich (Gutsbesitzer/Gemeindevorstand Radebeul) (1810–1857) | Christian Heinrich (Gutsbesitzer/Gemeindevorstand Radebeul) (1810–1857) | Christian Heinrich (Gutsbesitzer/Gemeindevorstand Radebeul) (1810–1857) | Christian Heinrich (Gutsbesitzer/Gemeindevorstand Radebeul) (1810–1857) | Christian Heinrich (Gutsbesitzer/Gemeindevorstand Radebeul) (1810–1857) | Christian Heinrich (Gutsbesitzer/Gemeindevorstand Radebeul) (1810–1857) |  |  | Gottlob Adam (Bauhandwerker Radebeul) (* 1817)          | Gottlob Adam (Bauhandwerker Radebeul) (* 1817)          | Gottlob Adam (Bauhandwerker Radebeul) (* 1817)          | Gottlob Adam (Bauhandwerker Radebeul) (* 1817)          | Gottlob Adam (Bauhandwerker Radebeul) (* 1817)          | Gottlob Adam (Bauhandwerker Radebeul) (* 1817)          |  |  |  |  |  |  |  |  |  |  |  |  |  |  |  |  |  |  |  |  |  |  |  |  |  |  |  |  |  |  |
| Christian Heinrich (Baumeister Potsdam) (1791–1868) | Christian Heinrich (Baumeister Potsdam) (1791–1868) | Christian Heinrich (Baumeister Potsdam) (1791–1868) | Christian Heinrich (Baumeister Potsdam) (1791–1868) | Christian Heinrich (Baumeister Potsdam) (1791–1868) | Christian Heinrich (Baumeister Potsdam) (1791–1868) |                                                    |                                                    | Carl Gottfried (Theologe Dresden) (1790–1860)            | Carl Gottfried (Theologe Dresden) (1790–1860)            | Carl Gottfried (Theologe Dresden) (1790–1860)            | Carl Gottfried (Theologe Dresden) (1790–1860)            | Carl Gottfried (Theologe Dresden) (1790–1860)            | Carl Gottfried (Theologe Dresden) (1790–1860)            |  |  | Christian Gottlieb (Baumeister Lößnitz) (1807–1873) | Christian Gottlieb (Baumeister Lößnitz) (1807–1873) | Christian Gottlieb (Baumeister Lößnitz) (1807–1873) | Christian Gottlieb (Baumeister Lößnitz) (1807–1873) | Christian Gottlieb (Baumeister Lößnitz) (1807–1873)              | Christian Gottlieb (Baumeister Lößnitz) (1807–1873)             |                                                                 |                                                                 | Christian Heinrich (Gutsbesitzer/Gemeindevorstand Radebeul) (1810–1857) | Christian Heinrich (Gutsbesitzer/Gemeindevorstand Radebeul) (1810–1857) | Christian Heinrich (Gutsbesitzer/Gemeindevorstand Radebeul) (1810–1857) | Christian Heinrich (Gutsbesitzer/Gemeindevorstand Radebeul) (1810–1857) | Christian Heinrich (Gutsbesitzer/Gemeindevorstand Radebeul) (1810–1857) | Christian Heinrich (Gutsbesitzer/Gemeindevorstand Radebeul) (1810–1857) |  |  | Gottlob Adam (Bauhandwerker Radebeul) (* 1817)          | Gottlob Adam (Bauhandwerker Radebeul) (* 1817)          | Gottlob Adam (Bauhandwerker Radebeul) (* 1817)          | Gottlob Adam (Bauhandwerker Radebeul) (* 1817)          | Gottlob Adam (Bauhandwerker Radebeul) (* 1817)          | Gottlob Adam (Bauhandwerker Radebeul) (* 1817)          |  |  |  |  |  |  |  |  |  |  |  |  |  |  |  |  |  |  |  |  |  |  |  |  |  |  |  |  |  |  |
|                                                     |                                                     |                                                     |                                                     |                                                     |                                                     |                                                    |                                                    |                                                          |                                                          |                                                          |                                                          |                                                          |                                                          |  |  |                                                     |                                                     |                                                     |                                                     |                                                                  |                                                                 |                                                                 |                                                                 |                                                                         |                                                                         |                                                                         |                                                                         |                                                                         |                                                                         |  |  |                                                         |                                                         |                                                         |                                                         |                                                         |                                                         |  |  |  |  |  |  |  |  |  |  |  |  |  |  |  |  |  |  |  |  |  |  |  |  |  |  |  |  |  |  |
| Carl Ernst Heinrich (Architekt Potsdam) (1832–1866) | Carl Ernst Heinrich (Architekt Potsdam) (1832–1866) | Carl Ernst Heinrich (Architekt Potsdam) (1832–1866) | Carl Ernst Heinrich (Architekt Potsdam) (1832–1866) | Carl Ernst Heinrich (Architekt Potsdam) (1832–1866) | Carl Ernst Heinrich (Architekt Potsdam) (1832–1866) |                                                    |                                                    | Hermann August (Baumeister Potsdam) (1848–1915)          | Hermann August (Baumeister Potsdam) (1848–1915)          | Hermann August (Baumeister Potsdam) (1848–1915)          | Hermann August (Baumeister Potsdam) (1848–1915)          | Hermann August (Baumeister Potsdam) (1848–1915)          | Hermann August (Baumeister Potsdam) (1848–1915)          |  |  |                                                     |                                                     |                                                     |                                                     |                                                                  |                                                                 |                                                                 |                                                                 | Friedrich Hermann (Gutsbesitzer Radebeul) (1853–1936)                   | Friedrich Hermann (Gutsbesitzer Radebeul) (1853–1936)                   | Friedrich Hermann (Gutsbesitzer Radebeul) (1853–1936)                   | Friedrich Hermann (Gutsbesitzer Radebeul) (1853–1936)                   | Friedrich Hermann (Gutsbesitzer Radebeul) (1853–1936)                   | Friedrich Hermann (Gutsbesitzer Radebeul) (1853–1936)                   |  |  |                                                         |                                                         |                                                         |                                                         |                                                         |                                                         |  |  |  |  |  |  |  |  |  |  |  |  |  |  |  |  |  |  |  |  |  |  |  |  |  |  |  |  |  |  |
| Carl Ernst Heinrich (Architekt Potsdam) (1832–1866) | Carl Ernst Heinrich (Architekt Potsdam) (1832–1866) | Carl Ernst Heinrich (Architekt Potsdam) (1832–1866) | Carl Ernst Heinrich (Architekt Potsdam) (1832–1866) | Carl Ernst Heinrich (Architekt Potsdam) (1832–1866) | Carl Ernst Heinrich (Architekt Potsdam) (1832–1866) |                                                    |                                                    | Hermann August (Baumeister Potsdam) (1848–1915)          | Hermann August (Baumeister Potsdam) (1848–1915)          | Hermann August (Baumeister Potsdam) (1848–1915)          | Hermann August (Baumeister Potsdam) (1848–1915)          | Hermann August (Baumeister Potsdam) (1848–1915)          | Hermann August (Baumeister Potsdam) (1848–1915)          |  |  |                                                     |                                                     |                                                     |                                                     |                                                                  |                                                                 |                                                                 |                                                                 | Friedrich Hermann (Gutsbesitzer Radebeul) (1853–1936)                   | Friedrich Hermann (Gutsbesitzer Radebeul) (1853–1936)                   | Friedrich Hermann (Gutsbesitzer Radebeul) (1853–1936)                   | Friedrich Hermann (Gutsbesitzer Radebeul) (1853–1936)                   | Friedrich Hermann (Gutsbesitzer Radebeul) (1853–1936)                   | Friedrich Hermann (Gutsbesitzer Radebeul) (1853–1936)                   |  |  |                                                         |                                                         |                                                         |                                                         |                                                         |                                                         |  |  |  |  |  |  |  |  |  |  |  |  |  |  |  |  |  |  |  |  |  |  |  |  |  |  |  |  |  |  |
|                                                     |                                                     |                                                     |                                                     |                                                     |                                                     |                                                    |                                                    |                                                          |                                                          |                                                          |                                                          |                                                          |                                                          |  |  |                                                     |                                                     |                                                     |                                                     |                                                                  |                                                                 |                                                                 |                                                                 |                                                                         |                                                                         |                                                                         |                                                                         |                                                                         |                                                                         |  |  |                                                         |                                                         |                                                         |                                                         |                                                         |                                                         |  |  |  |  |  |  |  |  |  |  |  |  |  |  |  |  |  |  |  |  |  |  |  |  |  |  |  |  |  |  |
| Ernst Moritz Theodor (Baumeister Athen) (1837–1923) | Ernst Moritz Theodor (Baumeister Athen) (1837–1923) | Ernst Moritz Theodor (Baumeister Athen) (1837–1923) | Ernst Moritz Theodor (Baumeister Athen) (1837–1923) | Ernst Moritz Theodor (Baumeister Athen) (1837–1923) | Ernst Moritz Theodor (Baumeister Athen) (1837–1923) |                                                    |                                                    | Moritz Gustav Ferdinand (Baumeister Lößnitz) (1838–1895) | Moritz Gustav Ferdinand (Baumeister Lößnitz) (1838–1895) | Moritz Gustav Ferdinand (Baumeister Lößnitz) (1838–1895) | Moritz Gustav Ferdinand (Baumeister Lößnitz) (1838–1895) | Moritz Gustav Ferdinand (Baumeister Lößnitz) (1838–1895) | Moritz Gustav Ferdinand (Baumeister Lößnitz) (1838–1895) |  |  | Otto Heinrich (Kaufmann Lößnitz) (1840–1914)        | Otto Heinrich (Kaufmann Lößnitz) (1840–1914)        | Otto Heinrich (Kaufmann Lößnitz) (1840–1914)        | Otto Heinrich (Kaufmann Lößnitz) (1840–1914)        | Otto Heinrich (Kaufmann Lößnitz) (1840–1914)                     | Otto Heinrich (Kaufmann Lößnitz) (1840–1914)                    |                                                                 |                                                                 | Gustav Ludwig (Baumeister Lößnitz) (1842–1901)                          | Gustav Ludwig (Baumeister Lößnitz) (1842–1901)                          | Gustav Ludwig (Baumeister Lößnitz) (1842–1901)                          | Gustav Ludwig (Baumeister Lößnitz) (1842–1901)                          | Gustav Ludwig (Baumeister Lößnitz) (1842–1901)                          | Gustav Ludwig (Baumeister Lößnitz) (1842–1901)                          |  |  | Paul Friedrich (Architekt Athen/Lößnitz) (1846–1931)    | Paul Friedrich (Architekt Athen/Lößnitz) (1846–1931)    | Paul Friedrich (Architekt Athen/Lößnitz) (1846–1931)    | Paul Friedrich (Architekt Athen/Lößnitz) (1846–1931)    | Paul Friedrich (Architekt Athen/Lößnitz) (1846–1931)    | Paul Friedrich (Architekt Athen/Lößnitz) (1846–1931)    |  |  |  |  |  |  |  |  |  |  |  |  |  |  |  |  |  |  |  |  |  |  |  |  |  |  |  |  |  |  |
| Ernst Moritz Theodor (Baumeister Athen) (1837–1923) | Ernst Moritz Theodor (Baumeister Athen) (1837–1923) | Ernst Moritz Theodor (Baumeister Athen) (1837–1923) | Ernst Moritz Theodor (Baumeister Athen) (1837–1923) | Ernst Moritz Theodor (Baumeister Athen) (1837–1923) | Ernst Moritz Theodor (Baumeister Athen) (1837–1923) |                                                    |                                                    | Moritz Gustav Ferdinand (Baumeister Lößnitz) (1838–1895) | Moritz Gustav Ferdinand (Baumeister Lößnitz) (1838–1895) | Moritz Gustav Ferdinand (Baumeister Lößnitz) (1838–1895) | Moritz Gustav Ferdinand (Baumeister Lößnitz) (1838–1895) | Moritz Gustav Ferdinand (Baumeister Lößnitz) (1838–1895) | Moritz Gustav Ferdinand (Baumeister Lößnitz) (1838–1895) |  |  | Otto Heinrich (Kaufmann Lößnitz) (1840–1914)        | Otto Heinrich (Kaufmann Lößnitz) (1840–1914)        | Otto Heinrich (Kaufmann Lößnitz) (1840–1914)        | Otto Heinrich (Kaufmann Lößnitz) (1840–1914)        | Otto Heinrich (Kaufmann Lößnitz) (1840–1914)                     | Otto Heinrich (Kaufmann Lößnitz) (1840–1914)                    |                                                                 |                                                                 | Gustav Ludwig (Baumeister Lößnitz) (1842–1901)                          | Gustav Ludwig (Baumeister Lößnitz) (1842–1901)                          | Gustav Ludwig (Baumeister Lößnitz) (1842–1901)                          | Gustav Ludwig (Baumeister Lößnitz) (1842–1901)                          | Gustav Ludwig (Baumeister Lößnitz) (1842–1901)                          | Gustav Ludwig (Baumeister Lößnitz) (1842–1901)                          |  |  | Paul Friedrich (Architekt Athen/Lößnitz) (1846–1931)    | Paul Friedrich (Architekt Athen/Lößnitz) (1846–1931)    | Paul Friedrich (Architekt Athen/Lößnitz) (1846–1931)    | Paul Friedrich (Architekt Athen/Lößnitz) (1846–1931)    | Paul Friedrich (Architekt Athen/Lößnitz) (1846–1931)    | Paul Friedrich (Architekt Athen/Lößnitz) (1846–1931)    |  |  |  |  |  |  |  |  |  |  |  |  |  |  |  |  |  |  |  |  |  |  |  |  |  |  |  |  |  |  |
|                                                     |                                                     |                                                     |                                                     |                                                     |                                                     |                                                    |                                                    |                                                          |                                                          |                                                          |                                                          |                                                          |                                                          |  |  | Curt (Architekt/Baurat Württemberg) (1876–1945)     | Curt (Architekt/Baurat Württemberg) (1876–1945)     | Curt (Architekt/Baurat Württemberg) (1876–1945)     | Curt (Architekt/Baurat Württemberg) (1876–1945)     | Curt (Architekt/Baurat Württemberg) (1876–1945)                  | Curt (Architekt/Baurat Württemberg) (1876–1945)                 |                                                                 |                                                                 | Gustav Otto (Architekt Lößnitz/Dresden) (1889–1958)                     | Gustav Otto (Architekt Lößnitz/Dresden) (1889–1958)                     | Gustav Otto (Architekt Lößnitz/Dresden) (1889–1958)                     | Gustav Otto (Architekt Lößnitz/Dresden) (1889–1958)                     | Gustav Otto (Architekt Lößnitz/Dresden) (1889–1958)                     | Gustav Otto (Architekt Lößnitz/Dresden) (1889–1958)                     |  |  |                                                         |                                                         |                                                         |                                                         |                                                         |                                                         |  |  |  |  |  |  |  |  |  |  |  |  |  |  |  |  |  |  |  |  |  |  |  |  |  |  |  |  |  |  |

## Begräbnis- und Gedenkstätten

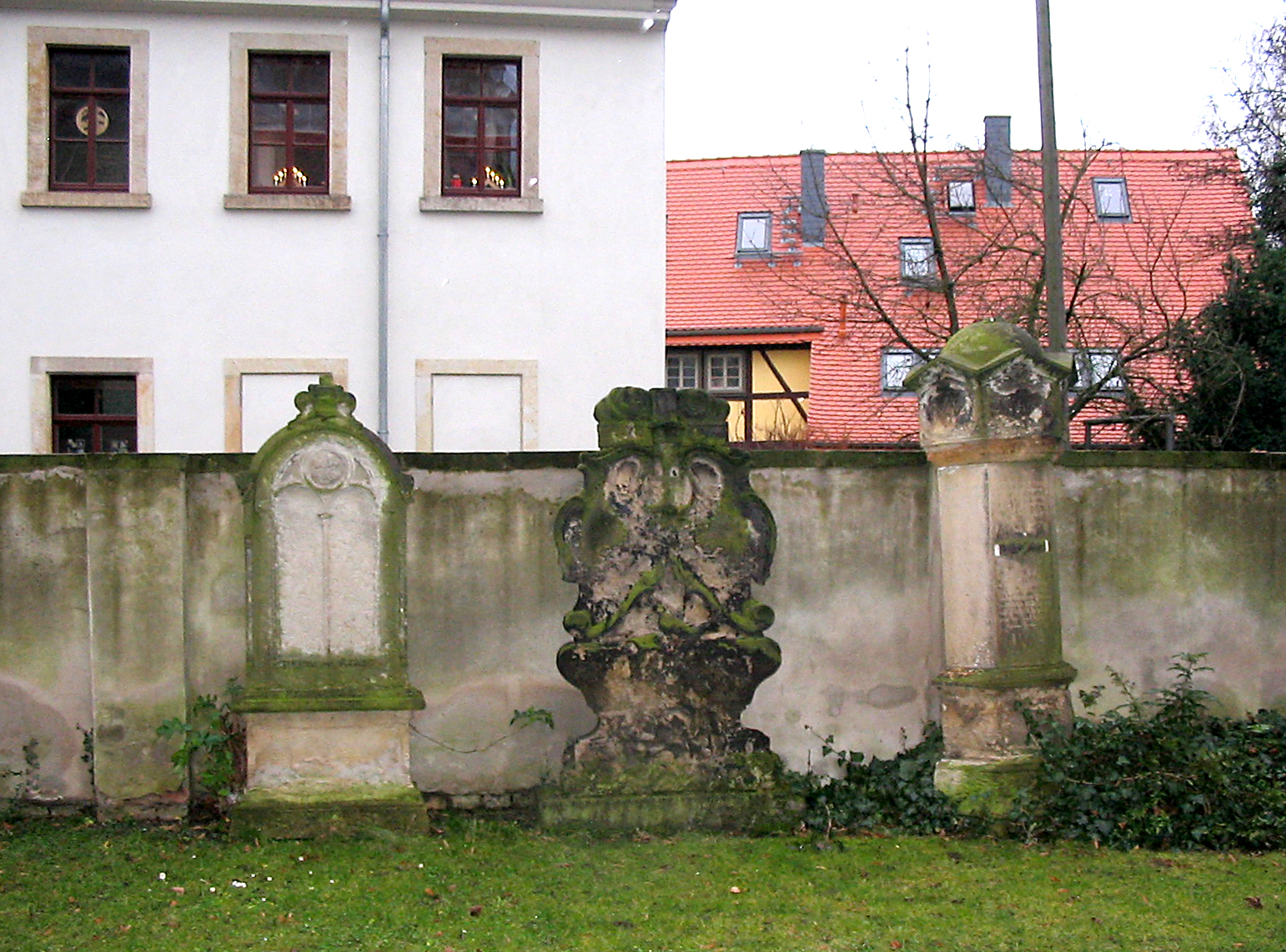
Grabmal Johann Christian Ziller und Angehörige auf dem Kirchhof Kaditz (rechts neben zwei anderen Grabmälern), Ostumfassungsmauer
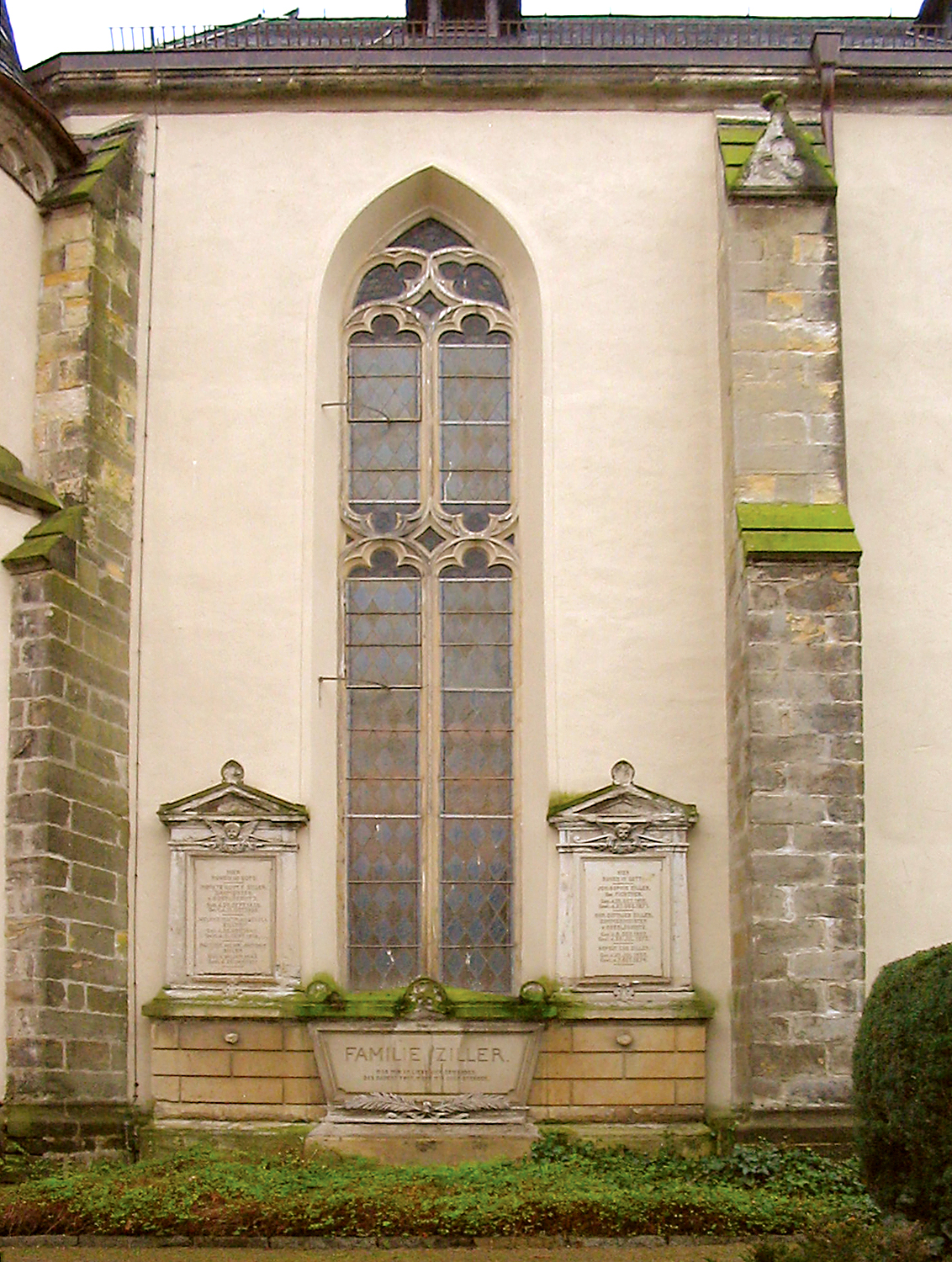
Familienbegräbnis Christian Gottlieb Ziller sowie der Kinder Moritz, Helene Mathilde Angelika, Pauline Henriette Antonie und Johanna Sophie auf dem Kirchhof Kaditz, Nordwand der Kirche
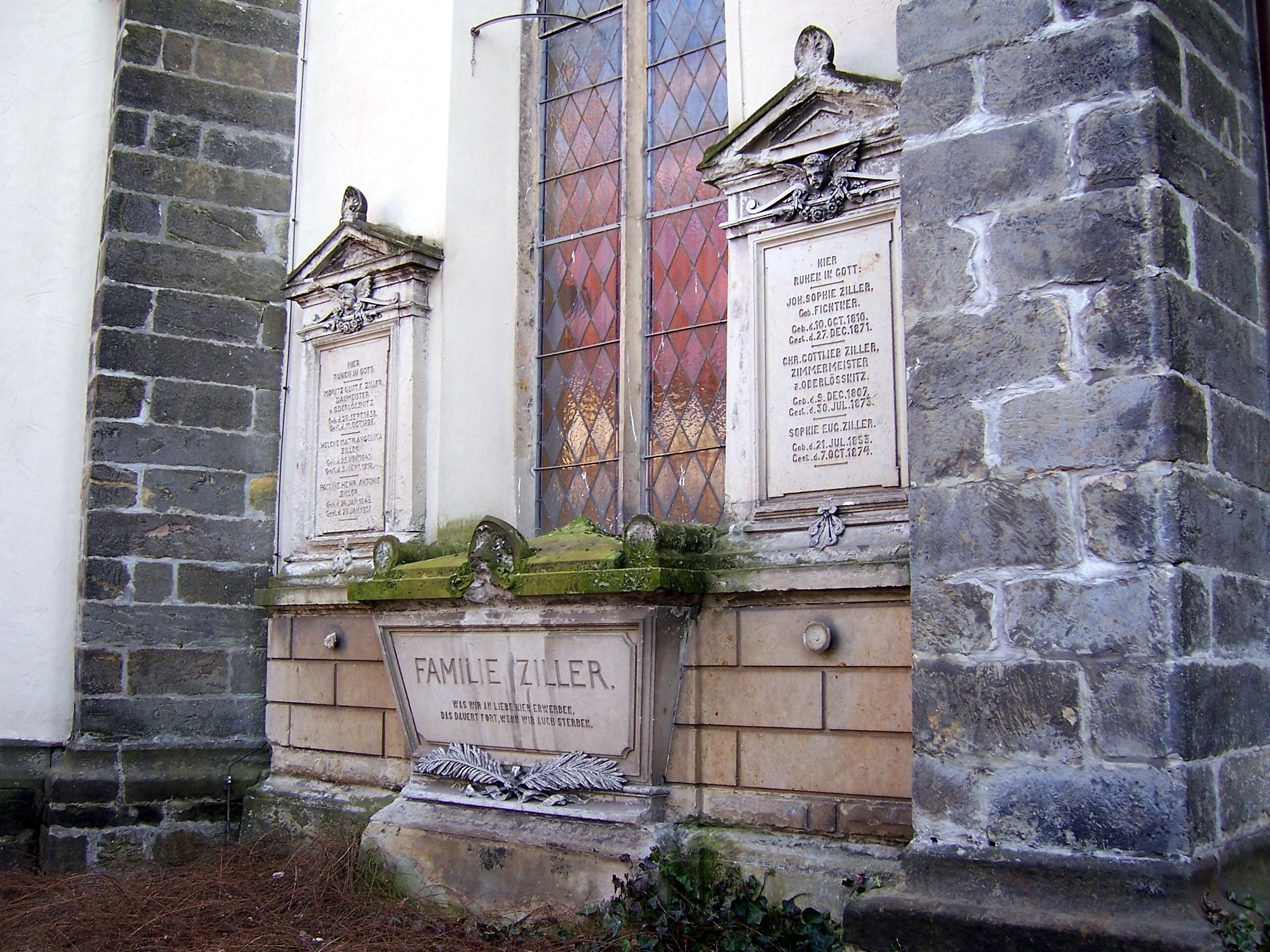
Familienbegräbnis Christian Gottlieb Ziller sowie der Kinder Moritz, Helene Mathilde Angelika, Pauline Henriette Antonie und Johanna Sophie auf dem Kirchhof Kaditz, Nordwand der Kirche
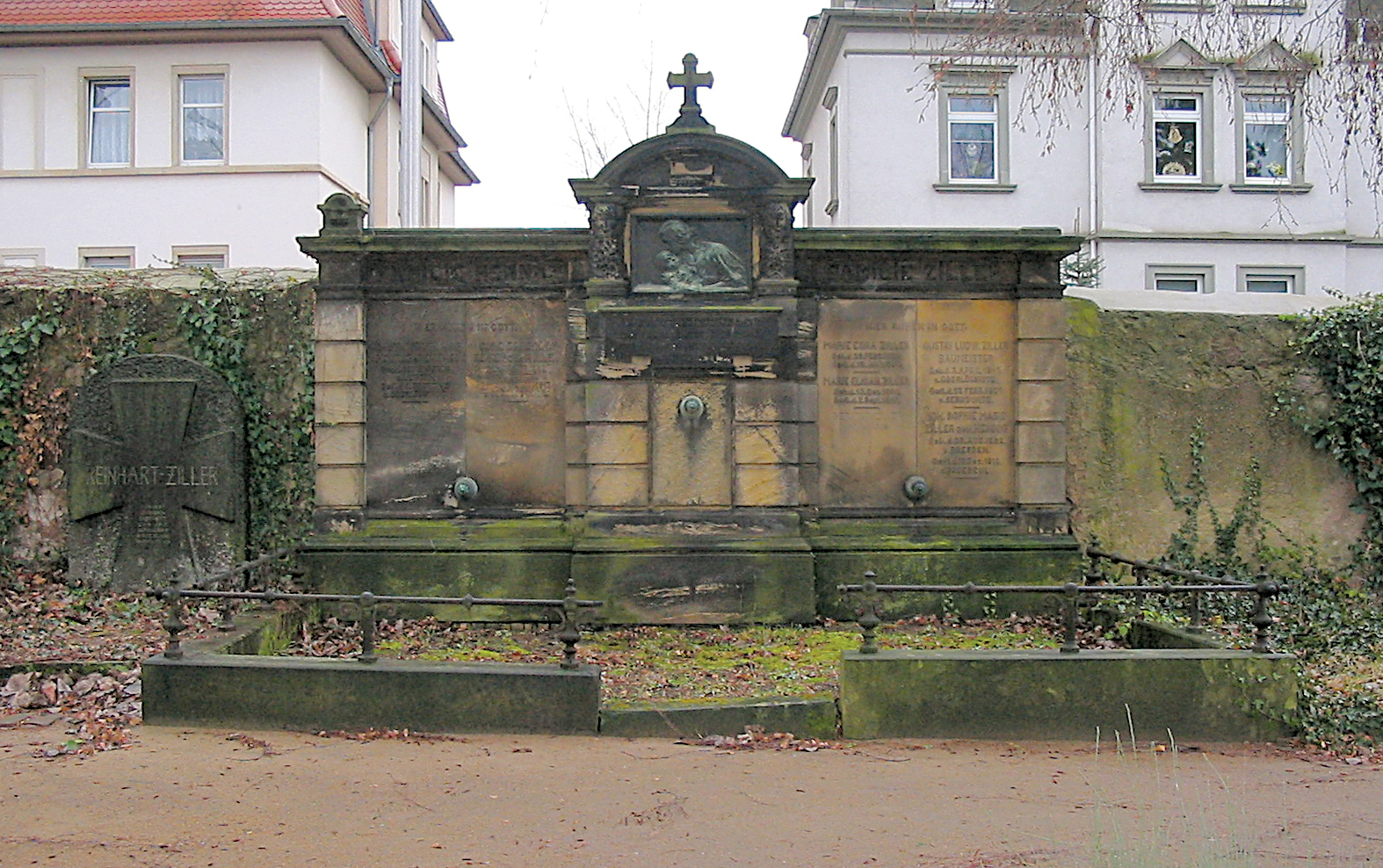
Familienbegräbnis Gustav Ziller und Angehörige auf dem Friedhof Radebeul-Ost (links das Grabmal Reinhart Ziller), Südumfassungsmauer. Bronzerelief von Peter Pöppelmann
Moritz-Ziller-Denkmal im Lößnitzgrund[29]

## Weitere Familienmitglieder
- Carl (auch: Karl) Gottfried Ziller (1790–1860), sächsischer Theologe und Magister aus Dresden, Sohn des Kantors und Schulmeisters Johann Gottfried Z. in Kaditz und Bruder von Christian Heinrich Ziller in Potsdam,[30] ab 1825 „Diakonus und Katechet“ an der Dresdner Frauenkirche,[31] ab 1838 Archidiakon an der Kreuzkirche,[32] Autor von Dr. Seltenreich’s Leben und Wirken, 1837, Der 23. April 1539, oder die Reformation in der Stadt Dresden. Ein Beitrag zur besonderen Geschichte der evangelischen Kirche Sachsens. Arnold, Wagner und Grimmer, Dresden 1839 sowie Beicht- und Communionbuch für Evangelische Christen vor, bei und nach dem Genusse des heiligen Abendmahls, 5. Auflage, Albrecht, Dresden 1862.